# Heilig Hart van Jezuskerk (Boxtel)
De Heilig Hart van Jezuskerk is een rooms-katholiek kerkgebouw in Boxtel, gelegen aan Baroniestraat 26.

## Geschiedenis
In de Stationswijk werd een nieuwe parochie gesticht, aangezien hier steeds meer mensen kwamen te wonen. De parochie splitste zich daartoe af van de Sint-Petrusparochie en er werd een nieuwe kerk gebouwd naar ontwerp van Caspar Franssen, welke in 1901 gereed kwam.
In 2014 werd de laatste Mis in het gebouw opgedragen, waarna de kerk werd onttrokken aan de eredienst. In 2017 werd het gebouw definitief verkocht. Het interieur werd grotendeels verwijderd en is naar het bisdom gegaan. Anno 2021 werd begonnen met de verbouw van de kerk, waarin appartementen worden gebouwd. Het uiterlijk van de kerk blijft behouden.

## Gebouw
Het is een grote neogotische kruisbasiliek zonder toren. Wel is er een vieringtoren en bovendien wordt de voorgevel geflankeerd door twee slanke achtkante traptorentjes met spits. Er zijn drie ingangsportalen en daarboven vijf lancetramen.
Het rijke meubilair is neogotisch en is afkomstig uit ateliers als van der Geld en Custers.